# Hypomecis obliquisigna
Boarmia obliquisigna là một loài bướm đêm trong họ Geometridae.